# Седер-мазохизм
«Се́дер-мазохи́зм» (англ. Seder-Masochism) — независимый американский полнометражный анимационный фильм, созданный режиссёром Ниной Пэйли в 2018 году. Это второй фильм режиссёра — как и её первый фильм «Сита поёт блюз», «Седер-мазохизм» посвящён мифологическим и религиозным представлениям, в данном случае — истории иудаизма. Фильм представляет собой «интерпретацию библейских эпизодов со многочисленными галлюциногенными музыкальными номерами», одна из его основных тем — противопоставление поклонения богиням-женщинам и патриархальному Богу авраамических религий. Титр о сценаристе в начале фильма сообщает: «Написано Богом, Моисеем или, как их некоторые называют, несколькими патриархальными мужчинами».
Фильм посвящается памяти Хирама Пэйли (1933—2012), отца режиссёра, голос которого звучит в картине.

## Сюжет
После вступления, изображающего Богиню-мать, благодаря которой возникает весь мир и жизнь на Земле, повествование следует событиям Книги Исхода и порядку празднования еврейского Седера. Среди рассказчиков — Моисей, его брат Аарон, Иисус Христос, Ангел смерти. О ритуале Седера жертвенный ягнёнок (голос Нины Пэйли) беседует с Богом Яхве (голос Хирама Пэйли, отца Нины Пэйли).
Бог является Моисею, пасущему скот, в пламени несгорающего куста и повелевает вернуться в Египет, чтобы вывести оттуда евреев из плена рабства. В это время различные языческие богини-женщины (в том числе Палеолитическая Венера, Царица ночи, Богиня со змеями, Шила-на-гиг и др.) предлагают Моисею поверить в них, однако он их отвергает. Моисей приходит в Египет и требует у фараона отпустить его народ, насылая на египтян десять казней египетских, в том числе смерть всех египетских первенцев. Евреи следуют за Моисеем в землю обетованную, переходя Чермное море по его сухому дну, тогда как преследующая их египетская армия тонет в море.
Моисей приводит народ на гору Синай, где Бог дарует им Скрижали Завета. Однако евреи решают поклоняться Женщине и изготовляют золотую статую для поклонения. Моисей, видя это, разбивает скрижали и уничтожает статую, а также другие изображения женщин-богинь (эти кадры сопровождаются документальной хроникой разрушения боевиками ИГИЛ статуй в музеях и талибами — буддийских статуй). Происходит укрепление патриархата, утверждение иудаизма как государственной религии, а также установление образа Бога как белого мужчины с бородой.
В качестве вставного эпизода (воспоминания отца Нины) исполняется песня «Хад Гадья», визуальный ряд которой представлен анимированными вышитыми фигурками. Последние кадры фильма показывают бесконечные войны на Ближнем Востоке на протяжении веков, которые заканчиваются ядерной войной и триумфом Ангела смерти. В финальных титрах вновь показан танец Богини-матери и языческих богинь.

## Создание
После выхода в свет фильма «Сита поёт блюз» Нину Пэйли упрекали в том, что она показала в сатирическом ключе чуждую ей индийскую культуру, к которой сама не принадлежит. Приняв это как вызов, Пэйли задумалась о том, что она могла бы сказать о собственной культуре, учитывая своё еврейское происхождение. Она стала изучать Книгу Исход, а также работы «Создание патриархата» Лернер и «Язык Богини» Гимбутас, сделав вывод о том, что в Книге Исход запечатлено окончательное поражение культа богини благодаря усилившимся патриархальным тенденциям.
В 2011 году Пэйли записала свою беседу с отцом, тогда уже смертельно больным: хотя он был атеистом, в его семье праздновалась еврейская Пасха, и в фильм вошёл рассказ отца о том, как это происходило. В том же году Пэйли объявила сбор средств на платформе Kickstarter на запись семейных рассказов о праздновании Седера; было собрано более 4 тыс. долларов, однако впоследствии эти записи не были использованы, так как фильм приобрёл другое направление.
Над фильмом Пэйли работала шесть лет, используя для анимации сначала программу Macromedia Flash 8, а позже перейдя на Anime Studio Pro (Moho Pro). К концу 2017 года, когда фрагменты фильма ещё не составляли связное повествование, она поняла, что изложение истории Исхода должно вестись с точки зрения женщины-Богини, и в целом фильм будет рассказывать о подавлении Богини патриархатом. На этом этапе Пэйли создала несколько дополнительных анимированных фигур богинь, в том числе Венеру Виллендорфскую, Венеру из Холе-Фельс, сидящую женщину из Чатал-Хююк.
В качестве вставной интермедии Пэйли также сняла трёхминутный мультфильм на песню «Хад Гадья», выполненный в особой технике анимированной вышивки («embroidermation»). Эта часть делалась совместно с программистом Теодором Греем, который использовал для анимирования свою программу Mathematica.
Окончательный монтаж фильма был сделан в программе Final Cut Pro X.
По ходу работы Пэйли размещала некоторые фрагменты фильма в открытом доступе на Vimeo и YouTube и, как и в случае с её первым фильмом, она выложила в открытый доступ полную окончательную версию. Сцена с бесконечными ближневосточными войнами под This Land Is Mine (тема из фильма «Исход»), размещённая в 2012 году, уже к 2014 году набрала 10 миллионов просмотров — и с каждым новым витком израильско-палестинского конфликта добавлялось всё больше зрителей. 
Фильм был также показан на нескольких десятках фестивалей в 2018—2019 годах, в том числе на Большом фестивале мультфильмов в России.
В январе 2019 года Пэйли передала фильм в общественное достояние под лицензией CC0, также загрузив файлы в Internet Archive. Она отметила при этом, что использованная в фильме музыка имеет свой копирайт, поэтому сама она не будет заниматься коммерческим распространением своего фильма.

## Саундтрек
В фильме звучат следующие музыкальные произведения (в порядке следования):
- Kalimankou Denkou — Мистерия болгарских голосов
- Moses Supposes — Джин Келли и Дональд О’Коннор (из фильма «Поющие под дождём»)
- The Moishe Oysher Seder — Barry Gray, Moishe Oysher & the Abraham Nadel Chorus
- You Gotta Believe — Pointer Sisters
- Go Down Moses — Louis Armstrong
- Tijuana Taxi — Herb Alpert & The Tijuana Brass
- Assorted Muzak — artists unknown
- Blood Red River Blues — Joshua Daniel White
- Frogs — DJ Zeph, featuring Azeem
- Insects — Oingo Boingo
- Dead Animals — Mental Decay
- Helter Skelter — The Beatles
- Hail, Hail, the Gang’s All Here — Nat Shilkret (Victor Salon Orchestra)
- Who Turned The Light Out On My Life? — Daniel Boone
- The Web / Melt Away (from «Spider Suite») — The Duke of Uke and His Novelty Orchestra
- I Will Survive — Gloria Gaynor
- Free To Be You and Me — The New Seekers
- Erghen Diado — Мистерия болгарских голосов
- Reach Out (I’ll Be There) — The Four Tops
- Woman — John Lennon
- Schopska Pesen — Мистерия болгарских голосов
- Used To Love Her — Guns N’ Roses
- Your Time Is Gonna Come — Led Zeppelin
- Paroles, Paroles — Dalida & Alain Delon
- The Things We Do For Love — 10cc
- God Is Male — Nina Paley & Emilia Cataldo
- Chad Gadya — Moishe Oysher & the Abraham Nadel Chorus
- L’Shana Haba’a — Breslau Synagogue Chorus
- This Land Is Mine — Andy Williams
- Old Time Religion — The Caravans

## Отзывы
Обозреватель The Hollywood Reporter отметил дерзкий и провокативный характер фильма, а также тот факт, что он не вписывается в существующие категории. Испанская газета El Mundo сравнила фильм с работами комедиантов братьев Маркс, драматурга Дарио Фо и группы Монти Пайтон.